# Styxon ciniferalis
Styxon ciniferalis là một loài bướm đêm trong họ Crambidae.